# Буннгор, Маркус
Маркус Буннгор Сёренсен (дат. Marcus Bundgaard Sørensen; род. 5 августа 2001) — датский футболист, вратарь шведского «Эльфсборга».

## Клубная карьера
На юношеском уровне выступал за команды «Брённерслев», «Йетсмарк», а также за юношескую команду «Ольборга». В июле 2020 года перешёл в выступающий во втором дивизионе «Яммербугт», с которым подписал контракт, рассчитанный на два года. По итогам первого сезона вместе с клубом стал победителем дивизиона и поднялся в первую лигу. В конце декабря 2021 года продлил контракт с клубом на два года. В феврале 2022 года перешёл в «Веннсюссель». 
7 марта 2024 года перебрался в шведский «Эльфсборг», с которым заключил контракт, рассчитанный пять лет. 1 апреля 2024 года во встрече первого тура с «Вернаму» дебютировал в чемпионате Швеции, появившись на поле в стартовом составе.

## Клубная статистика
| Выступление      | Выступление      | Выступление      | Лига | Лига | Кубки | Кубки | Конт. кубки | Конт. кубки | Итого | Итого |
| Клуб             | Лига             | Сезон            | Игры | Голы | Игры  | Голы  | Игры        | Голы        | Игры  | Голы  |
| ---------------- | ---------------- | ---------------- | ---- | ---- | ----- | ----- | ----------- | ----------- | ----- | ----- |
| Яммербугт        | 2-й дивизион     | 2020/21          | 26   | 0    | 0     | 0     | 0           | 0           | 26    | 0     |
| Яммербугт        | 1-й дивизион     | 2021/22          | 14   | 0    | 0     | 0     | 0           | 0           | 14    | 0     |
| Яммербугт        | Итого            | Итого            | 40   | 0    | 0     | 0     | 0           | 0           | 40    | 0     |
| Веннсюссель      | 1-й дивизион     | 2021/22          | 3    | 0    | 0     | 0     | 0           | 0           | 3     | 0     |
| Веннсюссель      | 1-й дивизион     | 2022/23          | 32   | 0    | 0     | 0     | 0           | 0           | 32    | 0     |
| Веннсюссель      | 1-й дивизион     | 2023/24          | 21   | 0    | 0     | 0     | 0           | 0           | 21    | 0     |
| Веннсюссель      | Итого            | Итого            | 56   | 0    | 0     | 0     | 0           | 0           | 56    | 0     |
| Эльфсборг        | Алльсвенскан     | 2024             | 2    | 0    | 0     | 0     | 0           | 0           | 2     | 0     |
| Эльфсборг        | Итого            | Итого            | 2    | 0    | 0     | 0     | 0           | 0           | 2     | 0     |
| Всего за карьеру | Всего за карьеру | Всего за карьеру | 98   | 0    | 0     | 0     | 0           | 0           | 98    | 0     |